# Лунпонос
Лунпонос (устар. Лун-Понос) — река в России, протекает в Прилузском районе Республики Коми.
Вытекает из болота, течёт сначала на юго-восток, затем на северо-восток по лесистой, болотистой местности. Крупных притоков и населённых пунктов на берегах не имеет. Устье реки находится в 126 км по левому берегу реки Визинга (Большая Визинга) в 1,5 км от границы Сысольского района. Длина реки составляет 15 км.

## Данные водного реестра
По данным государственного водного реестра России относится к Двинско-Печорскому бассейновому округу, водохозяйственный участок реки — Вычегда от истока до города Сыктывкар, речной подбассейн реки — Вычегда. Речной бассейн реки — Северная Двина.
Код объекта в государственном водном реестре — 03020200112103000019430.